# Summer Camp (película de 2024)
Summer Camp es una película de comedia estadounidense escrita y dirigida por Castille Landon. Está protagonizada por Diane Keaton, Kathy Bates, Alfre Woodard, Beverly D'Angelo, Nicole Richie, Josh Peck, Betsy Sodaro, Dennis Haysbert y Eugene Levy.
La película fue estrenada en cines por Roadside Attractions en Estados Unidos el 31 de mayo de 2024.

## Sinopsis
Nora, Ginny y Mary han sido amigas íntimas desde que eran niñas y han pasado sus vacaciones de verano juntas sin excepción, asistiendo a campamentos como trío. A medida que han envejecido, sus oportunidades de pasar tiempo juntas han disminuido y, por lo tanto, cuando se presenta la oportunidad de reunirse en un campamento de verano, todas lo aceptan, aunque con diferentes niveles de entusiasmo.

## Reparto
- Diane Keaton como Nora
- Kathy Bates como Ginny
- Alfre Woodard como Mary
- Beverly D'Angelo
- Nicole Richie
- Josh Peck
- Betsy Sodaro
- Dennis Haysbert
- Eugene Levy
- Victoria Rowell como Evelyn[3]
- Maria Howell
- Tom Wright
- Ray Santiago como Brian[4]

## Producción
En febrero de 2023, Deadline informó que Diane Keaton, Kathy Bates y Alfre Woodard firmaron para protagonizar la película de comedia Summer Camp, dirigida y escrita por Castille Landon. Al mes siguiente, Eugene Levy se agregó al elenco como el personaje del interés amoroso de Keaton. En abril, se agregaron al elenco Beverly D'Angelo, Dennis Haysbert, Nicole Richie, Josh Peck, Betsy Sodaro y Tom Wright.
La fotografía principal comenzó en Carolina del Norte en abril de 2023 y concluyó a finales de mayo. El rodaje tuvo lugar principalmente en Camp Pinnacle y Blue Ridge Community College en Hendersonville. La productora Dori Rath investigó más de 200 campamentos de verano en los Estados Unidos de "aproximadamente 14.500 campamentos de verano en total" en el país antes de elegir Camp Pinnacle. Ella le dijo al Asheville Citizen-Times: "Camp Pinnacle se destacó muy por encima del resto en lo que respecta al valor de producción y un rico paisaje cinematográfico con estructuras excepcionales basadas en actividades, como su curso Sky Ropes". Otros lugares de rodaje incluyeron la Universidad Wingate, el Centro al aire libre Nantahala y UNC Health Pardee. Para la película se contrataron más de 1.000 extras locales. La película estaba en postproducción en octubre de 2023.

## Estreno
En abril de 2024, Roadside Attractions adquirió los derechos de distribución de la película en Estados Unidos y la estrenó en cines el 31 de mayo de 2024.